# Tipula fabriciana
Tipula fabriciana är en tvåvingeart som beskrevs av Alexander 1966. Tipula fabriciana ingår i släktet Tipula och familjen storharkrankar. Inga underarter finns listade i Catalogue of Life.